# Montparnasse
Montparnasse je poznata pariška četvrt. Ime joj dolazi od "Mount Parnassus" imena brdašca koje se je nalazilo na tom prostoru do 18. stoljeća kada je bilo poravnato kako bi se mogao izgraditi Boulevard Montparnasse.
U toj znamenitoj pariškoj četvrti nalaze se: groblje Montparnasse, neboder Montparnasse, željeznički kolodvor Montparnasse i pariške Katakombe.
Od 1910. pa sve do početka Drugog svjetskog rata pariški umjetnički krug migrirao je s Montmartrea koji je do tada bio centar umjetničkih zbivanja starije generacije na Montparnasse. U tom trenutku ta četvrt postaje središte života pariških intelektualaca i umjetnika koji ovdje dolaze iz cijelog svijeta. Tadašnja zajednica uzdizala je i cijenila kreativnost, a umjetnici su se međusobno poznavali. Kafići su bili mjesta okupljanja i rasprava gdje su se rađale nove ideje.
U četvrt je često navraćala kolekcionarka Peggy Guggenheim (supruga nadrealističkog slikara Maxa Ernsta) posjećivajući ateljee umjetnika i skupljajući kolekciju umjetnina koja se danas nalazi u Muzeju Peggy Guggenheim u Veneciji.
Još kao nepoznati pisci ovdje dolaze Morley Callaghan i njegov prijatelj Ernest Hemingway, gdje su upoznali već renomiranog F. Scotta Fitzgeralda.
Četvrt je također postala dom političkih izbjeglica kao što su: Vladimir Lenjin, Lav Trocki, Porfirio Diaz i Simon Petljura.
Ta epoha Montparnassea često se naziva Les Années Folles ili Lude godine, a među ostalim umjetnicima koji su se u to vrijeme našli na Montparnasseu bili su: Guillaume Apollinaire, Samuel Beckett, Constantin Brancusi, Andre Breton, Blaise Cendrars, Marc Chagall, Jean Cocteau, Salvador Dalí, Marcel Duchamp, Max Ernst, Paul Fort, Alberto Giacometti, Juan Gris, Max Jacob, Fernand Leger, Jacques Lipchitz, Ford Madox Ford, Marevna, Henry Miller, Joan Miró, Amedeo Modigliani, Pascin, Pablo Picasso, Ezra Pound, Diego Rivera, Erik Satie, Chaim Soutine, Marie Vassilieff, Ossip Zadkine i ostarjeli Edgar Degas.
Drugi svjetski rat prouzročio je raspad ove zajednice, nakon kojeg Montparnasse više nikad nije doživio takvu slavu.
Šesdesetih godina 20. stoljeća Montparnasse se pretvara u poslovnu četvrt, gradi se Tout Montparnasse, preuređuje se željeznička postaja, otvaraju se mnogi dućani i trgovački centri, kina, restorana, a kafića koji su ostali ovdje do dan danas privlače mnogobrojne turiste.

## Vanjske poveznice
- - Fotografije Montparnassea od 1900. pa do danas
- Arhivirana inačica izvorne stranice od 15. srpnja 2011. (Wayback Machine) - Plan Pariza